# Andris Fågelviskare
Andreas Ranzau Hansen, känd som Andris Fågelviskare, född 4 juli 1991, är en svensk naturguide och fågelkännare. Han har blivit känd för sitt naturengagemang samt sina färdigheter att kunna spåra djur och härma över 120 fågelläten.

## Biografi
Hansen gick som ung med i Fältbiologerna. Han har varit med och gjort tidningen Fältbiologen och engagerat sig i deras skogsnätverk. Han har varit ledare för olika guidade turer, bland annat vargspårning i Sjundereviret söder om Södertälje och är organisationens vårfågelexpert.
Han började experimentera med att härma fåglar i tidiga tonåren. Han lyssnade, provade olika metoder och kom på hur de kunde appliceras på fler arter, och lärde sig härma läten från cirka 120 fågelarter. Hansen har deltagit med sina fågelimitationer i Nyhetsmorgon i TV4 och i Talang i samma kanal..
Under gymnasietiden hoppade han av skolan och kom att tillbringa en stor del av sin tid nära naturen i skogen. Hansen är kritisk till mänsklighetens sätt att leva och förordar en återgång till ett mer naturnära och hållbart levnadssätt.